# Generalpodpolkovnik (Slovenska vojska)
Generalpodpolkovnik je drugi najvišji generalski čin v Slovenski vojski.. Generalpodpolkovnik Slovenske vojske je tako nadrejen generalmajorju in podrejen generalu.
V skladu s Natovim standardom STANAG 2116 čin spada v razred OF-8 in velja za trozvezdni čin.

## Zgodovina
Čin generalpodpolkovnika Slovenske vojske je bil prenešen iz Jugoslovanske ljudske armade preko Teritorialne obrambe Republike Slovenije. 
Med letoma 1995 in 2002 je bil čin generalpodpolkovnika le eden od dveh generalskih činov, pri čemer je bil (naj)nižji generalski čin.. 

## Oznaka
Oznaka čina je sestavljena iz štirih, med seboj povezanih ploščic. Na večji je lipov list, obkrožen z oljčnim vencem. Nanjo se povezujejo tri manjše, ožje ploščice; na teh treh se nahaja en lipov list.

## Zakonodaja
Generalpodpolkovnike imenuje minister za obrambo Republike Slovenije na predlog načelnika Generalštaba Slovenske vojske.
Vojaška oseba lahko napreduje v čin generalpodpolkovnika, »če je s činom generalmajorja razporejen na dolžnost, za katero se zahteva čin generalpodpolkovnika ter je to dolžnost opravljal najmanj eno leto s službeno oceno odličen«.

## Seznam
Do sedaj (2024) so bili v čin generalpodpolkovnika Slovenske vojske povišani le trije častniki:
- Albin Gutman (1997)[6] in
- Iztok Podbregar (1999).[6]
- Robert Glavaš (2023).